# MAGI (cine)
MAGI es un sistema de cine en 3D inmersivo ideado y desarrollado por Douglas Trumbull. Se diferencia de los clásicos sistemas de 3D o de los IMAX de pantalla grande porque capta las imágenes con una resolución de 4k y a 120 fotogramas por segundo, consiguiendo dar una sensación de inmersión todavía mayor y resolviendo algunos de los problemas habitualmente asociados a la proyección 3D. 
Según su creador el sistema MAGI ofrece una experiencia próxima al teatro en cuanto a la verosimilitud de los efectos digitales y la sensación de hiperrealitat, tanto a nivel visual como auditivo. Llegando a salvar el efecto de Valle inquietante. Pese a esto Trumbull reconoce que MAGI no está ideado para cualquier tipo de película, y que puede no funcionar por ejemplo con dramas íntimos. Pero si que está concebido para impresionar el espectador y crear nuevas experiencias audiovisuales, generando un nuevo interés para volver a las salas de cine, compitiendo con la tendencia al alza de ver las películas en casa.
Douglas Trumbull ha desarrollado el sistema MAGI en su estudio, situado a Berkshire, Massachusetts (Estados Unidos). Inicialmente este espacio era un granero de dos plantas, pero ha sido adaptado según las necesidades del desarrollo de MAGI. Actualmente dispone, entre otros, de escenario de pantalla verde, sala de proyecciones optimizada para MAGI y oficinas. En el estudio  trabaja un equipo multidisciplinar de entre 4 y 50 personas, que varía según el proyecto o la fase de desarrollo.

## Especificidades técnicas

### Fotogramas por segundo
Como norma general, en el cine, se usan 24 fotogramas por segundo. En algunas ocasiones, como por ejemplo en películas de acción, esto puede no ser suficiente y el uso de 24 fotogramas por segundo puede generar imágenes borrosas. Este efecto se ve incrementado en imágenes en 3D, puesto que habitualmente la generación de la ilusión de 3D está basada en la proyección de forma alterna de imágenes dirigidas al ojo derecho y el ojo izquierdo. Las imágenes borrosas causan cansancio ocular, puesto que al ojo le cuesta unir las imágenes y tiene que realizar más esfuerzo. Esto genera incomodidad al espectador.
Trumbull intenta disminuir este efecto mediante el sistema MAGI. Para tal efecto utiliza dos cámaras que graban a 60 fotogramas por segundo y con un leve desfase, una las imágenes correspondientes al ojo izquierdo y la otra las correspondientes al ojo derecho. De este modo consigue que uno de los dos obturadores esté siempre abierto, evitando perder ningún instante de la acción. Las imágenes a 60 fotogramas por segundo de las dos cámaras se proyectan alternadas, obteniendo una imagen final a 120 fotogramas por segundo sin repetición de fotogramas y consiguiendo el que Trumbull denomina "Continuidad temporal perfecta".
Cuando se utilizan en cine velocidades superiores a los 24 fps el espectador acosutumbra a asociar las imágenes a la televisión de alta definición, cosa que le aleja de la experiencia cinematográfica. Un ejemplo de esta casuística es la trilogía del Hobbit de Peter Jackson, que fue rodada a 48 fps.
Trumbull defiende que esto es debido a la supresión de "el efecto parpadeo", generado por el obturador a las proyecciones clásicas de cine, y por la similitud de la velocidad utilizada con las velocidades de proyección estándares de la televisión, de 60 fps en los Estados Unidos y 50 fps en Europa.  Defiende también que cuando estas velocidades son ampliamente superadas, como en el caso de MAGI com 120 fps, la asociación con la televisión desaparece.

### Efecto parpadeo
El sistema MAGI réplica el efecto parpadeo clásico de las películas de cine gracias a la proyección alterna de fotogramas para el ojo izquierda y el ojo derecho. Esto, según Trumbull, es asociado de forma inconsciente por el espectador con la experiencia cinematográfica.

## Inconvenientes del sistema MAGI
Rodar a 120 fps genera una cantidad muy importante de datos. La gestión de su almacenamiento puede resultar complicada. Generalmente se opta por discos duros de estado sólido y alta capacidad. También son necesarios equipos informáticos muy potentes para tratar las imágenes obtenidas y generar los efectos especiales y las imágenes digitales necesarias para conseguir la sensación envolvente o tridimensional que ofrece MAGI.
Otro inconveniente es que solo la mitad de los cines del mundo dispone en la actualidad de la tecnología necesaria para poder proyectar películas en 3D a 120 fps, limitando mucho la distribución de las películas rodadas con sistema Magi. Además los estudios cinematográficos imponen, por motivos de control de calidad, limitaciones de fps a los proyectores de los exhibidores. Los estándares que ofrecen, en muchos casos, no recogen posibilidad de proyectar según los requerimientos de MAGI, por lo tanto estas películas se tendrían que proyectar a una resolución inferior a la pensada inicialmente por Trumbull.

## "MAGI Pod" o Cápsulas MAGI
Delante de los inconvenientes especificados en el punto anterior Trumbull ha optado por desarrollar sus propias salas de cine llamadas “MAGI pod” o cápsula Magi. Se trata de pequeñas salas de cine prefabricadas con capacidad para 60 personas y diseñadas para amplificar la sensación de hiperrealidad y a la vez disminuir el posible cansancio visual del espectador. Ofreciendo una experiencia que supere con creces la que el espectador puede tener su propia casa.
Son salas de aproximadamente 120 metros cuadrados con una pantalla de 11m de ancho por 5 de alto. Todas las butacas apuntan hacia el centro de la pantalla, que presenta una curvatura horizontal y una vertical que optimizan la reflexión de la luz y mejoran el ángulo de visión del espectador. 
A nivel sonoro las MAGI pod también están diseñadas para crear una sensación el máximo realista posible. Disponen de un sistema de 32 altavoces repartidos por la sala, subwoofers capaces de generar frecuencias de 20 hertz situados bajo las sillas y un aislamiento que elimina la reverberación.
Estas salas se pueden enviar a puntos de interés como multicines de todo el mundo, acontecimientos cinematográficos, parques temáticos o puntos turísticos y ser montadas en menos de una semana.